# سکورکا (استان لهستان بزرگ‌تر)
سکورکا (به لهستانی:  Skórka) یک روستا در لهستان است که در گمینا کراینکا واقع شده‌است. سکورکا ۵۳۰ نفر جمعیت دارد.